# Wiltrud von Bergen
Biletrud oder Wiltrud von Bergen († 6. Januar um 995 in Bergen) war bis 947 bayerische Herzogin an der Seite von Berthold. Außerdem tat sie sich als Klostergründerin, Äbtissin und Benediktinerin hervor.

## Leben und Wirken
Möglicherweise stand Biletrud als Luitpoldingerin ihrem Verwandten Heinrich II., dem Zänker in dessen Konflikt gegen seinen kaiserlichen Vetter unterstützend zur Seite.
Sie war Mutter von Heinrich, der 976 zum Herzog von Kärnten erhoben wurde. In dieser Zeit wurde außerdem ihr Besitz, der ihr wohl nach dem Tod ihres Mannes Herzog Berthold von Bayern 947 entfremdet wurde, durch Kaiser Otto II. zurückgegeben. Auf Grundlage dieses Besitzkomplexes im Sualafeldgau-Nordgau-Sulzgau im bayerischen-schwäbisch-fränkischen Grenzbereich, gründete sie 976 oder kurz danach das Klosters Bergen bei Neuburg an der Donau und wurde dessen erste Kirchenherrin bzw. Äbtissin.
An einem 6. Januar um 995 starb Wiltrud von Bergen, die auch „Pia, die Fromme“ genannt wurde.
Ihre Attribute sind die abgelegte Krone, die Taube und die Erscheinung des Kreuzes.